# Communauté de communes du canton de Noyant
La communauté de communes du canton de Noyant est une ancienne communauté de communes française située dans le département de Maine-et-Loire et la région Pays de la Loire.

## Historique
Créée en 2001 par arrêté préfectoral du 29 novembre 2000, ses statuts sont modifiés en juillet 2008, sous la dénomination de « communauté de communes de la région de Noyant », puis en novembre 2011, sous la dénomination de « communauté de communes du canton de Noyant ».
Le schéma départemental de coopération intercommunale de Maine-et-Loire, approuvé le 22 janvier 2016 par la commission départementale de coopération intercommunale, envisage la création d'une nouvelle intercommunalité réunissant la communauté de communes du canton de Noyant avec la communauté de communes de Beaufort-en-Anjou et Baugé-en-Anjou à partir du 1er janvier 2017.
Le 14 décembre 2016 la commune de La Pellerine se retire de l'intercommunalité, et le 15 décembre la communauté de communes disparait à la suite de la création de la commune nouvelle de Noyant-Villages qui rejoint la CC Baugeois Vallée.
Elle faisait  partie du syndicat mixte Pays des Vallées d'Anjou.

## Composition
La communauté de communes du canton de Noyant regroupait quinze communes sur plus de 304 km2.
| Nom                    | Code Insee | Gentilé      | Superficie (km2) | Population (dernière pop. légale) | Densité (hab./km2) |
| ---------------------- | ---------- | ------------ | ---------------- | --------------------------------- | ------------------ |
| Noyant (siège)         | 49228      | Noyantais    | 27,41            | 1 830 (2014)                      | 67                 |
| Auverse                | 49013      | Auversois    | 30,74            | 441 (2014)                        | 14                 |
| Breil                  | 49044      | Breillois    | 15,09            | 271 (2014)                        | 18                 |
| Broc                   | 49052      | Brocois      | 21,23            | 312 (2014)                        | 15                 |
| Chalonnes-sous-le-Lude | 49062      | Chalonnais   | 16,49            | 130 (2014)                        | 7,9                |
| Chavaignes             | 49087      | Chavaignais  | 7,42             | 95 (2014)                         | 13                 |
| Chigné                 | 49098      | Bédouins     | 25,22            | 312 (2014)                        | 12                 |
| Dénezé-sous-le-Lude    | 49122      | Dénezéen     | 15,05            | 304 (2014)                        | 20                 |
| Genneteil              | 49150      | Gennetellais | 35,95            | 333 (2014)                        | 9,3                |
| Lasse                  | 49173      | Lassois      | 28,94            | 285 (2014)                        | 9,8                |
| Linières-Bouton        | 49175      | Liniérois    | 9,89             | 84 (2014)                         | 8,5                |
| Meigné-le-Vicomte      | 49197      | Meignéen     | 23,13            | 315 (2014)                        | 14                 |
| Méon                   | 49202      | Méonais      | 15,04            | 265 (2014)                        | 18                 |
| Parçay-les-Pins        | 49234      | Parçayais    | 27,85            | 892 (2014)                        | 32                 |
| La Pellerine           | 49237      | Pellerinois  | 5,30             | 156 (2014)                        | 29                 |

## Géographie
La communauté de communes du canton de Noyant se situait au nord-est du département de Maine-et-Loire, dans le Baugeois, autour de la ville de Noyant.
Sa superficie est de plus de 304 km2 (30 475 hectares), et son altitude varie de 40 mètres (Broc) à 119 mètres (Breil), pour une altitude moyenne de 77 mètres.

## Politique et administration

### Compétences
Domaines d'intervention de l'établissement public de coopération intercommunale (EPCI) CC canton de Noyant :
- aménagement de l'espace communautaire (plans locaux d'urbanisme, schéma de cohérence territoriale, zones d'activités économiques),
- développement économique (développement économique du territoire communautaire, accompagnement des activités des économiques),
- soutien à l'emploi,
- développement touristique (actions de promotion, entretien des itinéraires de randonnées) ;

auxquelles s'ajoutent des compétences optionnelles :
- protection et mise en valeur de l'environnement (gestion des déchets, assainissement, énergie),
- logement et cadre de vie,
- équipements sociaux, culturels et sportifs,
- action sociale d'intérêt communautaire ;

ainsi que des compétences facultatives :
- entretien de la voirie communale,
- politique en faveur de l'enfance,
- service de transport intercommunautaire[3],
- administration générale,
- représentation des communes.

### Finances
Comptes du groupement à fiscalité propre (GFP) de CC canton de Noyant :
| Chiffres clés                             | En milliers d'Euros | En euros par habitant | Chiffres 2007 |
| ----------------------------------------- | ------------------- | --------------------- | ------------- |
| Total des produits de fonctionnement (A)  | 2 404               | 379                   | 2 103         |
| Total des charges de fonctionnement (B)   | 2 174               | 343                   | 1 669         |
| Résultat comptable (R=A-B)                | 231                 | 36                    | 434           |
| Total des ressources d'investissement (C) | 468                 | 74                    | 566           |
| Total des emplois d'investissement (D)    | 371                 | 58                    | 515           |
| Capacité d'autofinancement                | 317                 | 50                    | 524           |
| Encours de la dette au 31/12              | 123                 | 19                    | 505           |
| Annuité de la dette                       | 81                  | 13                    | 76            |

| Fiscalité locale                      | Taux    |
| ------------------------------------- | ------- |
| Taxe d'habitation                     | 8,48 %  |
| Foncier bâti                          | 8,20 %  |
| Foncier non bâti                      | 14,27 % |
| Foncier non bâti (taxe additionnelle) | 0,00 %  |
| Cotisation foncière des entreprises   | 7,11 %  |

### Présidence
Le siège de la communauté de communes est fixé à Noyant. Son conseil se compose de 47 membres, représentants les quinze communes adhérentes,.
| Période | Période          | Identité           | Étiquette | Qualité                       |
| ------- | ---------------- | ------------------ | --------- | ----------------------------- |
| 2001    | 15 décembre 2016 | Patrice de Foucaud |           | Conseiller municipal de Breil |

## Population

### Démographie
| 2000 | 2002 | 2004 | 2006  | 2009  | 2012  | 2013  | 2015 |
| ---- | ---- | ---- | ----- | ----- | ----- | ----- | ---- |
| -    | -    | -    | 6 046 | 6 163 | 6 170 | 6 114 | -    |

### Logement
On comptait en 2009, sur le territoire de la communauté de communes, 3 491 logements, pour un total sur le département de 360 144. 76 % étaient des résidences principales, et 68 % des ménages en étaient propriétaires.

### Revenus
En 2010, le revenu fiscal médian par ménage sur la communauté de communes était de 14 157 €, pour une moyenne sur le département de 17 632 €.

## Économie
Sur 667 établissements présents sur l'intercommunalité à fin 2010, 43 % relevaient du secteur de l'agriculture (pour 17 % sur l'ensemble du département), 7 % relevaient du secteur de l'industrie, 9 % du secteur de la construction, 31 % du secteur du commerce et des services (pour 53 % sur le département) et 10 % de celui de l'administration et de la santé.